# Sony Ericsson W800

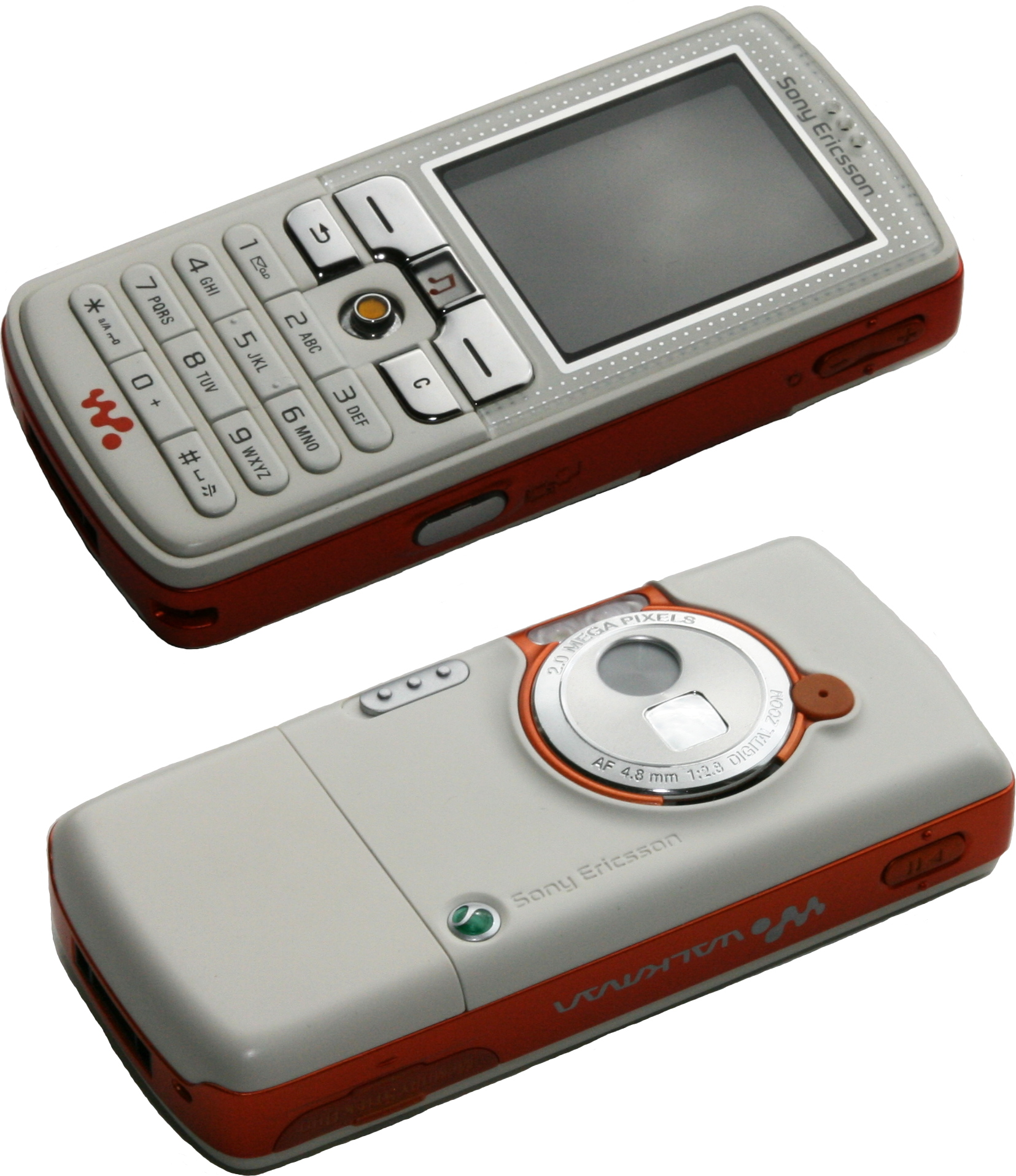
Sony Ericsson W800

Das W800 war im Jahr 2005 das erste Mobiltelefon mit integriertem  MP3-Player der Marke Sony Ericsson.  Es wurde unter dem Codenamen Carola entwickelt. Nach dem W800 wurden weitere Walkman-Handys entwickelt, z. B. das W850, das W910, das W200 und das W610.

## Technische Eigenschaften
Das W800 ist baugleich mit dem  K750 und dem D750. Unterschiedlich sind lediglich das komplette Gehäuse (bzw. das gleiche Gehäuse wie das D750), die Firmware (Betriebssystem des Handys) und Lieferumfang. Die Firmware des W800 unterscheidet sich von der des K750 durch einen Walkmanmodus, der es erlaubt, mit abgeschalteter Telefoneinheit Musik zu hören und einen komfortableren MP3-Player. Im Lieferumfang des W800 befindet sich das Headset HPM-70, das es ermöglicht, normale Kopfhörer über einen Klinkenstecker anzuschließen. Überdies hinaus wird das W800 mit einer 512-MB-Memory Stick ausgeliefert, während beim K750 als Speicherkarte nur ein 64-MB-Memory Stick mitgeliefert wird. Da das K750 und das W800 hardwaretechnisch völlig identisch sind, ist es möglich das K750 mit der Software des W800 zu bestücken. Die Kamera hat eine Auflösung von 2 Megapixeln und speichert Videos in der Größe 176 × 144.

## Kritik
Das W800 unterliegt einer Beschränkung der Kalendereinträge auf maximal 300.